# Air Manila
Air Manila era una compagnia aerea regionale nelle Filippine. Aveva come base Manila e operava aerei turboelica come l'Handley Page Dart Herald, il Fokker F27 Friendship e il Lockheed L-188 Electra.
Negli anni '70 Air Manila ottenne cinque Boeing 707 di seconda mano, con l'obiettivo di avviare un servizio aereo internazionale con il nome di "Air Manila International". Questa mossa venne contrastata dalla Philippine Airlines (PAL), la compagnia di bandiera locale. Sotto la pressione del governo, Air Manila e Filipinas Orient Airways vennero fuse con la PAL nel 1973.

## Flotta
- Boeing 707-320B
- Lockheed L-188 Electra

## Incidenti
Il 4 giugno 1976 il volo Air Manila 702, un Lockheed L-188 Electra, si schiantò dopo il decollo da un aeroporto di Guam, uccidendo tutti i 45 passeggeri a bordo e una persona a terra.